# Stangeriaceae
Stangeriaceae ist die kleinste der drei Familien in der Ordnung der Palmfarne (Cycadales).
Es sind Fossilien aus dem Jura aus Sedimenten auf den Britischen Inseln bekannt. Aktuelle Studien vermuten, dass das fossile Taxon Mesodescolea, das aus der Unteren Kreide Argentiniens stammt, auch in die Verwandtschaft der Stangeriaceae gehört. 

## Beschreibung
Die Arten dieser Familie sind sehr langlebige, meist immergrüne Pflanzen. Die Laubblätter sind meist einfach gefiederte Blattwedel, die Farnwedeln sehr ähnlich sehen. Aber die Bowenia-Arten haben doppelt gefiederte Blattwedel. Anfangs sind die Wedel häufig auch wie bei Farnen eingerollt. Anders als die ebenfalls ähnlichen Palmwedel sind die Blattadern bei den Palmfarnen aber gabelig (dichotom). Meistens bildet sich ein Kranz von neuen Blättern gleichzeitig, üblicherweise einmal pro Jahr. Je älter die Pflanze, desto mehr neue Blätter werden pro Jahr gebildet.
Das Holz ist reich an Schleimgängen und besitzt sehr breite radiale Markstrahlen ("manoxyles Holz"). Ebenso wie die Nadelholzgewächse besitzen die Holzzellen Hoftüpfel. Das Stammzentrum (Mark) ist teilweise reich an Stärke und dient als Ort zur Speicherung von Reservestoffen. Außen hingegen liegt wasserführendes Gewebe.
Es sind niedrige Pflanzen mit unterirdischen Stämmchen und erreichen durch ihre langen Wedel Wuchshöhen von maximal 2 Meter. Die Stämme der Palmfarne sind meist (scheinbar) unverzweigt. Nur bei der Bildung von fertilen Blättern (Sporophyllen) kommt es an der Basis der fertilen Abschnitte zu einer Verzweigung, denn die Zapfen sind eigentlich besondere Sprossabschnitte. Nach der Samenbildung werden die Zapfen durch eine Seitenknospe zur Seite gedrängt.
Palmfarne sind zweihäusig getrenntgeschlechtig, es gibt also sowohl männliche als auch weibliche Individuen (Diözie). 
Bei der Familie der Stangeriaceae haben die Pflanzen beider Geschlechter zapfenförmige Blütenstände.
Die Träger der Samenanlagen sind bei den Palmfarnen als Umbildung von Blättern deutlich zu erkennen. Der Zapfen ist eine Seitensprossachse (Homologie). Die Zapfen werden nach der Samenreife durch eine Seitenknospe übergipfelt und zur Seite geknickt.
Die Bestäubung erfolgt über Käfer (Cantharophilie) oder durch Wind (Anemophilie).
Die großen rosa- bis purpurroten Samen haben eine dreischichtige Samenschale, bestehend aus einer farbigen Sarkotesta, einer holzigen Sklerotesta und einer häutigen Endotesta. Der Keimling hat zwei Keimblätter.

## Nutzung
Pflanzen in Kulturbeständen werden zur Gewinnung von Schnittgrün und als schattentolerante Gartenzierpflanze verwendet. Sie sind auch als Zimmerpflanzen geeignet, jedoch nicht im Handel zu finden.
Alle Arten sind streng geschützt (CITES). 

## Systematik und Verbreitung
Die vier Arten haben ihre Areale auf Landmassen des Urkontinentes Gondwana. Alle Areale liegen küstennah  nahe der Meereshöhe oder auf Tafelbergen.

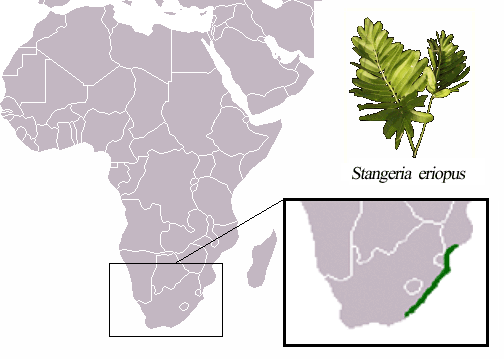
Verbreitung von Stangeria eriopus

Die Familie der Stangeriaceae wird gegliedert in zwei Unterfamilien mit jeweils einer Gattung und insgesamt nur drei Arten:
- Unterfamilie Stangerioideae:
  - Stangeria T.Moore: Es ist eine monotypische Gattung mit nur einer Art im südöstlichen Afrika (Capensis):
    - Stangeria eriopus (Kunze) Baill. (Syn.: Lomaria eriopus Kunze, Stangeria paradoxa T.Moore)
- Unterfamilie Bowenioideae:
  - Bowenia Hook.: Mit zwei (oder drei) Arten endemisch im australischen Queensland. Nur die Palmfarn-Arten dieser Gattung haben doppelt gefiederte Blattwedel. Blätter und Samen sind giftig. Hierher gehört:
    - Bowenia spectabilis Hook. ex Hook. f.
    - Bowenia serrulata (W.Bull) Chamb.

Bei manchen Autoren werden auch die beiden Gattungen in die Familie der Zamiaceae eingegliedert.

## Bilder
Stangeria eriopus:

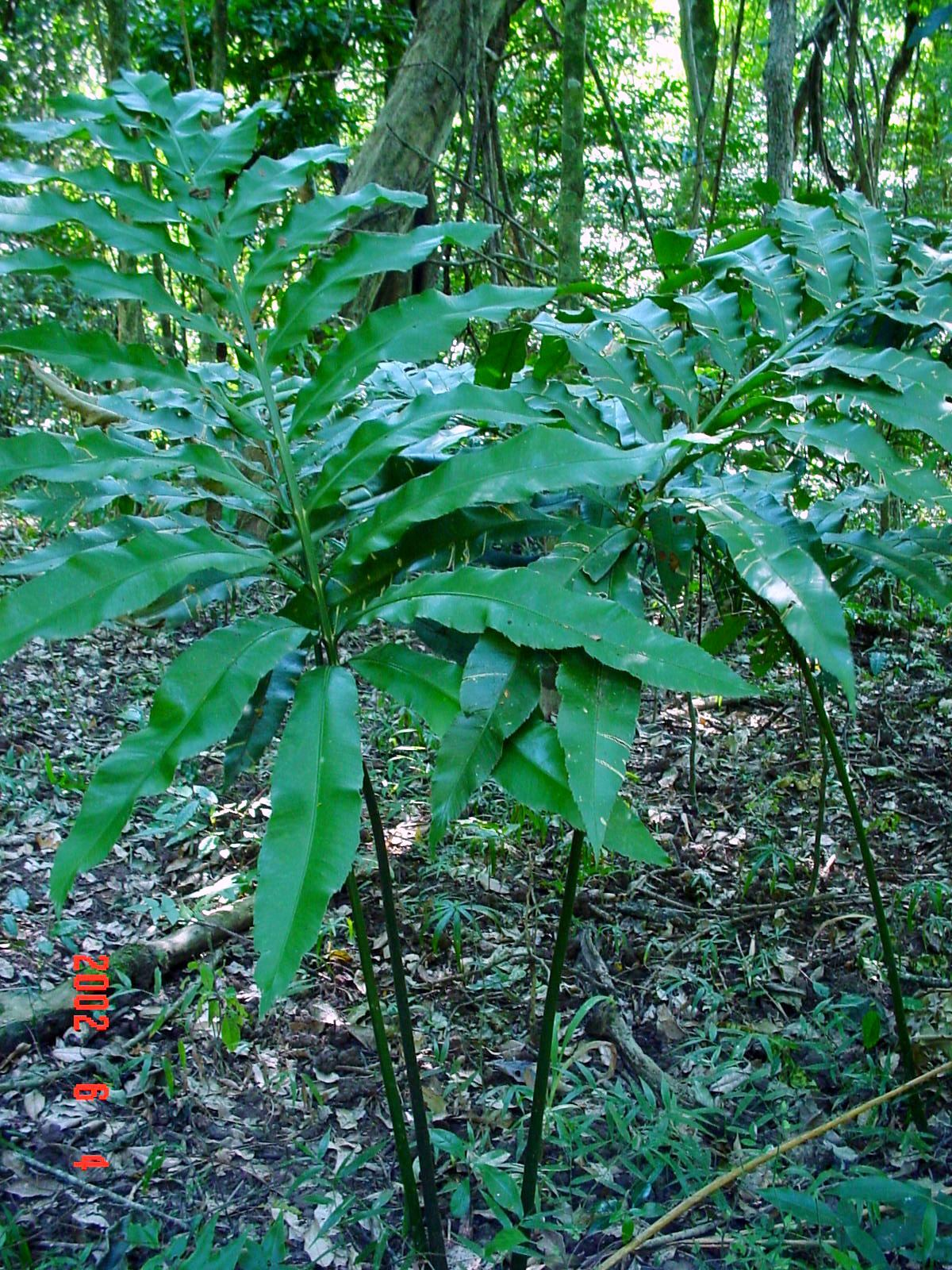
Habitus am Standort
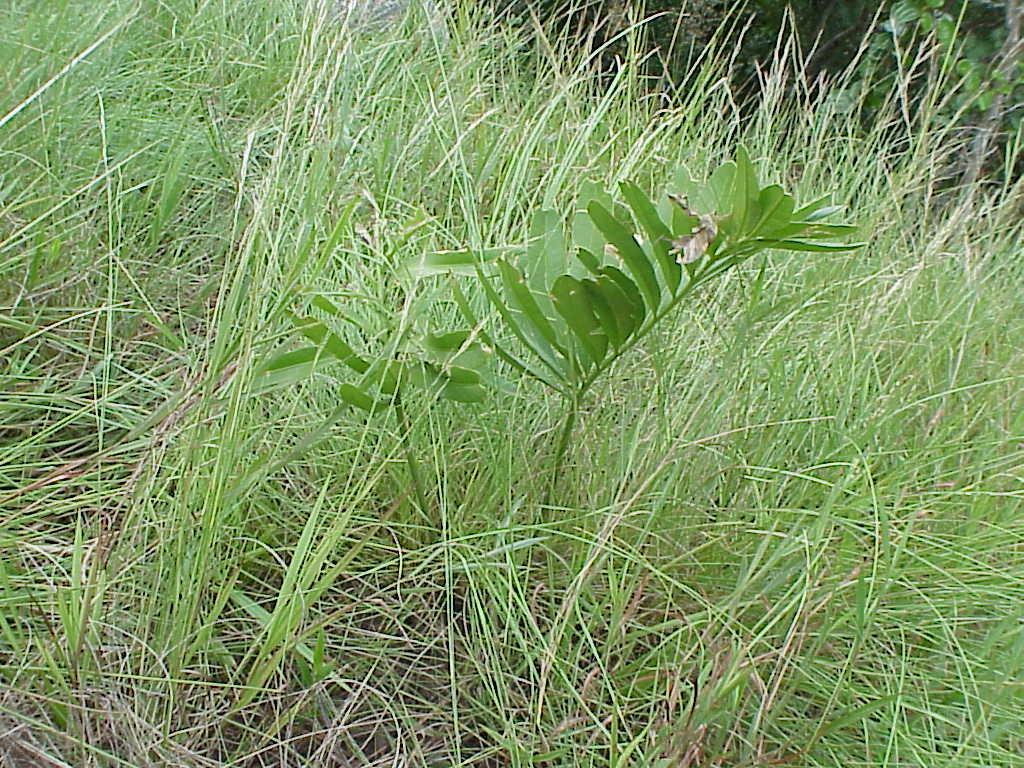
Wedel am Standort
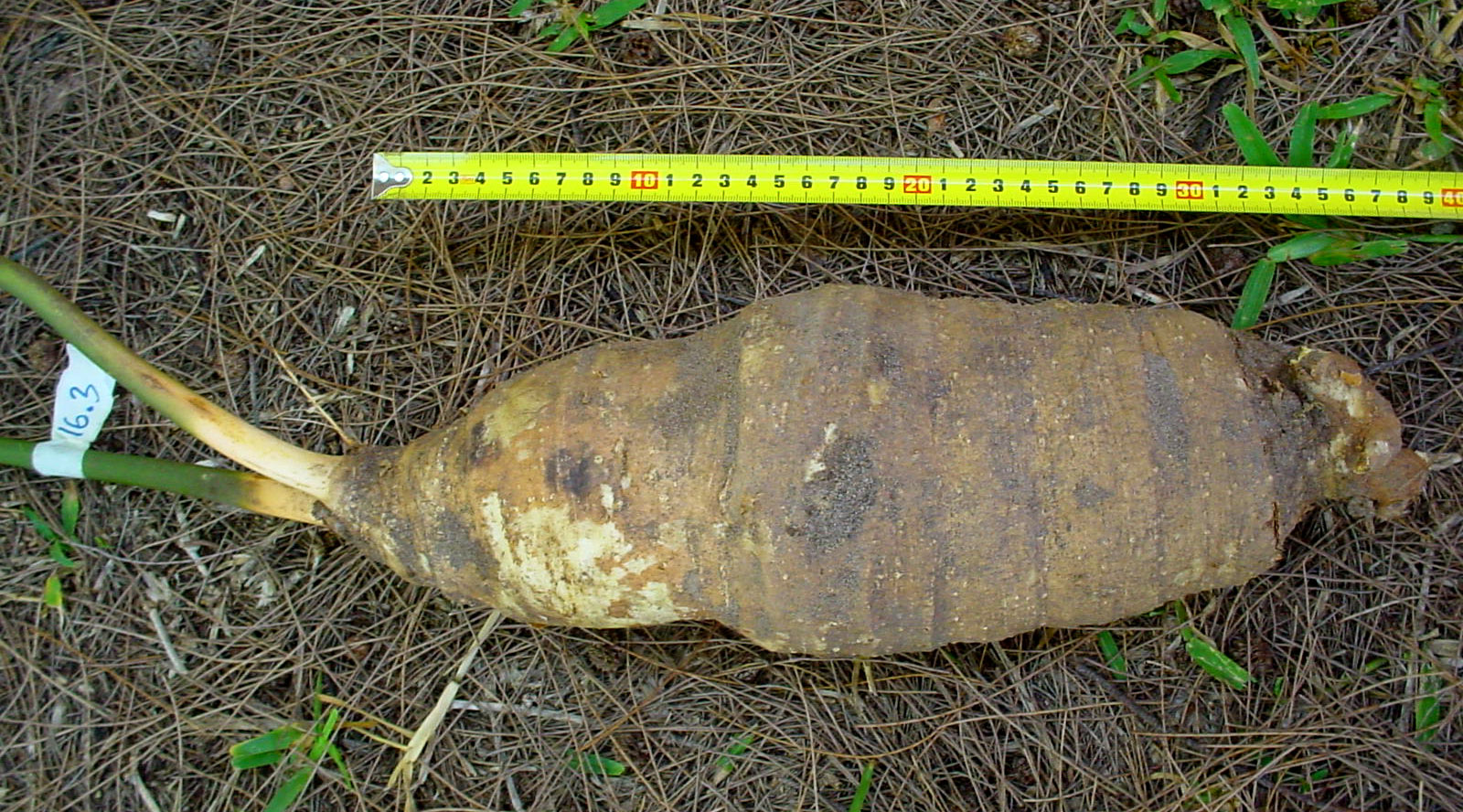
Unterirdisches Stämmchen
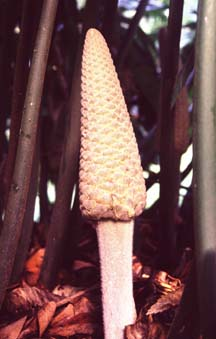
Männliche Pflanze mit Zapfen
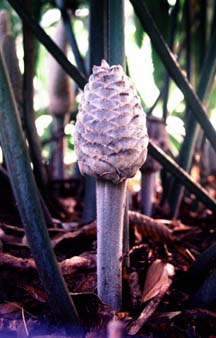
Weibliche Pflanze mit Zapfen
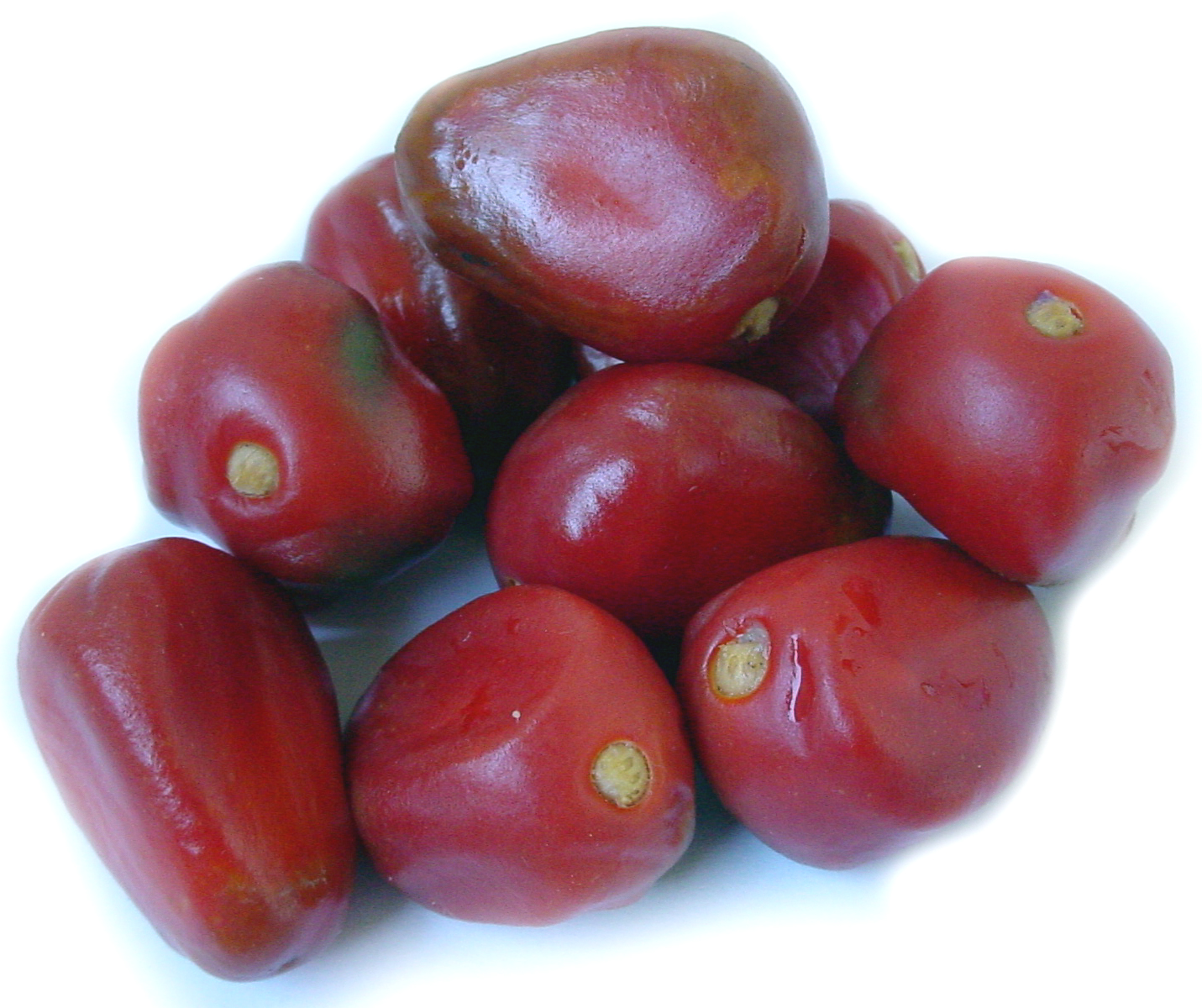
Samen
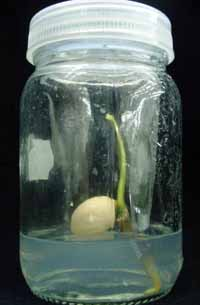
Sämling auf Nährmedium